# St Thomas in Pensford
St Thomas in Pensford var en civil parish fram till 1884 då den blev en del av Stanton Drew, i grevskapet Somerset, i England. Civil parish var belägen 13 km från Bath och hade 262 invånare år 1881.